# Wehden
Wehden ist eine Ortschaft in der Einheitsgemeinde Schiffdorf im niedersächsischen Landkreis Cuxhaven.

## Geografie

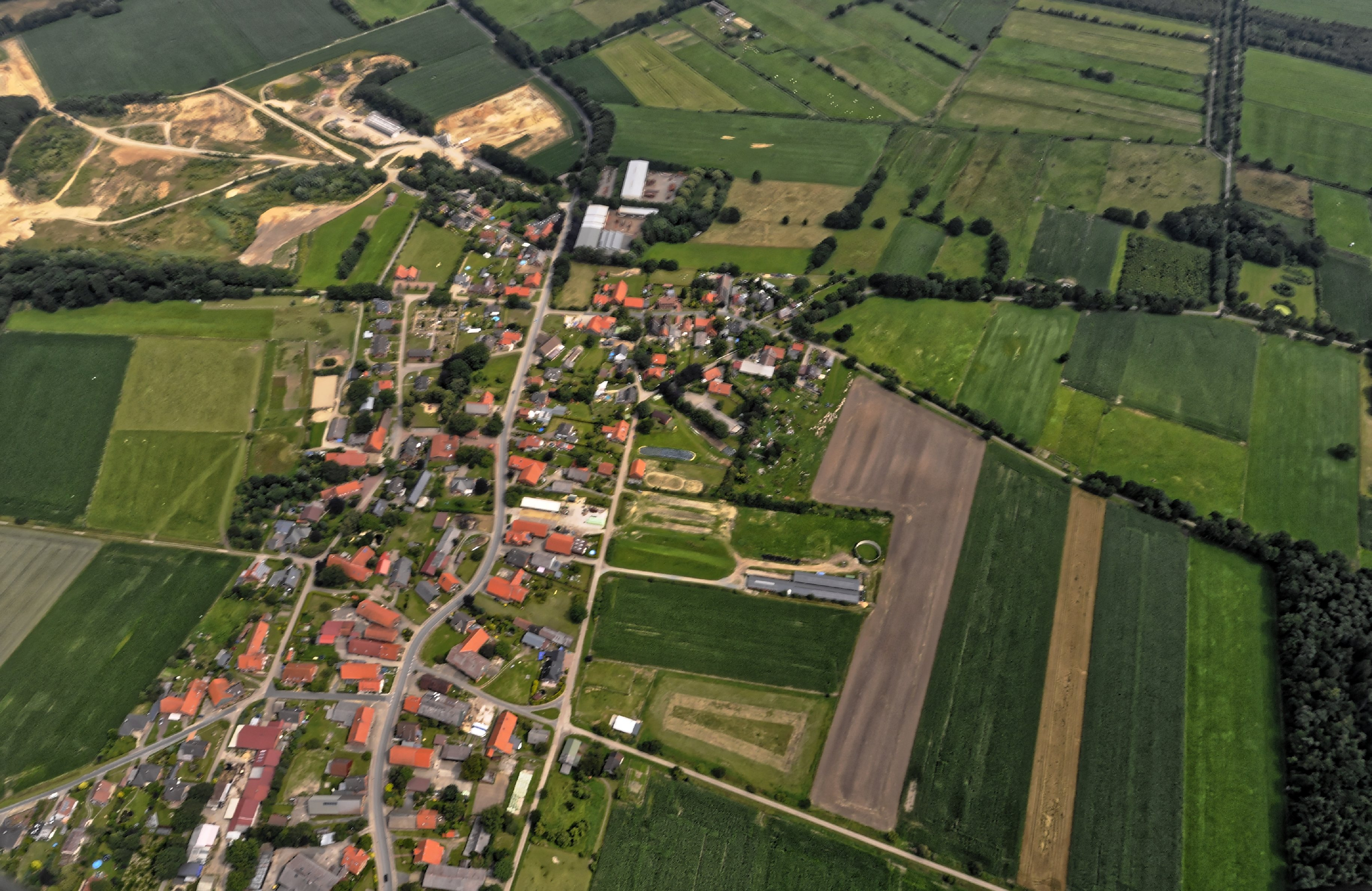
Wehden von oben

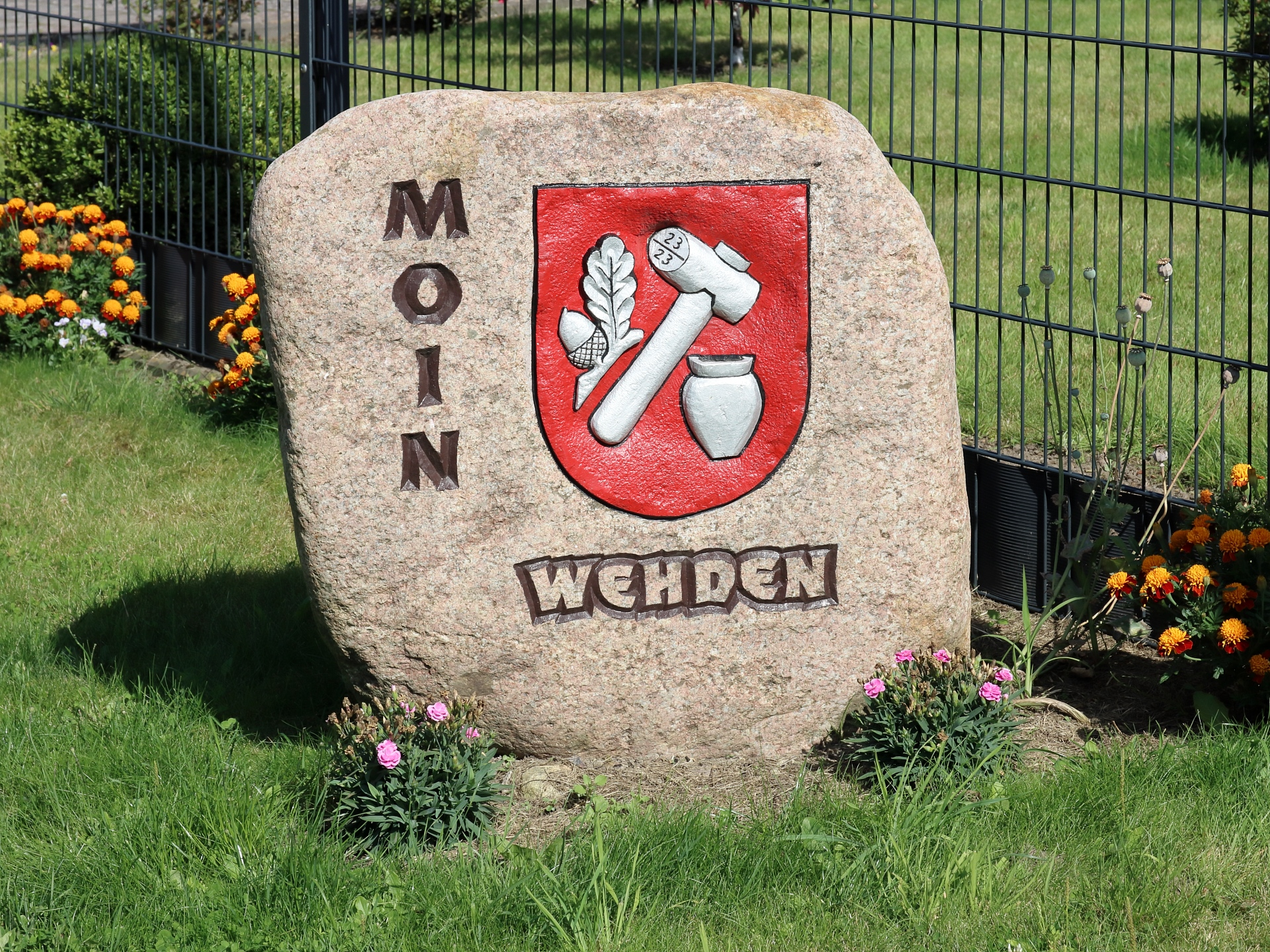
Ortsstein Wehden, Hauptstraße

### Lage
Wehden liegt östlich von der Großstadt Bremerhaven an der Kreisstraße 63. Weiter östlich befindet sich die Stadt Geestland.

### Nachbarorte
| Debstedt (Stadt Geestland)                  |                                             | Drangstedt (Stadt Geestland) |
| Stadt Bremerhaven (Freie Hansestadt Bremen) | Kompassrose, die auf Nachbargemeinden zeigt | Elmlohe (Stadt Geestland)    |
| Spaden Laven                                | Bramel                                      |                              |

(Quelle:)

## Geschichte
Das Dorf gehört zur evangelisch-lutherischen Kirchengemeinde Debstedt und war früher der Börde Debstedt beziehungsweise dem Amt Bederkesa (um 1768) zugeteilt. Von 1810 bis 1813 gehörte das Dorf zur Kommune Bremerlehe sowie von 1852 bis 1885 zum Amt Lehe. Nach der Auflösung der hannoverschen Ämter und der Bildung von Kreisen war Wehden von 1885 bis 1932 dem Kreis Lehe und ab 1932 dem Landkreis Wesermünde zugeteilt. Seit 1977 liegt das Dorf im Landkreis Cuxhaven.

### Eingemeindungen
Die Gemeinde bestand seit 1840 und wurde am 1. März 1974 nach Schiffdorf eingemeindet.

### Einwohnerentwicklung
| Jahr | Einwohner | Quelle |
| ---- | --------- | ------ |
| 1910 | 339       | [ 5 ]  |
| 1925 | 383       | [ 6 ]  |
| 1933 | 380       | [ 6 ]  |
| 1939 | 357       | [ 6 ]  |
| 1950 | 612       | [ 7 ]  |
| 1956 | 437       | [ 7 ]  |
| 1961 | 402       | [ 8 ]  |

| Jahr | Einwohner | Quelle |
| ---- | --------- | ------ |
| 1970 | 397       | [ 8 ]  |
| 1973 | 395       | [ 9 ]  |
| 2007 | 571       | [ 10 ] |
| 2014 | 563       | [ 11 ] |
| 2017 | 593       | [ 12 ] |
| 2020 | 590       | [ 13 ] |
| 2022 | 598       | [ 2 ]  |

|  |

## Politik

### Ortsrat
Der Ortsrat von Wehden setzt sich aus fünf Ratsmitgliedern folgender Parteien zusammen:
- CDU: 3 Sitze
- SPD: 1 Sitz
- Grüne: 1 Sitz

(Stand: Kommunalwahl 12. September 2021)

### Ortsbürgermeister
Der Ortsbürgermeister von Wehden ist Thomas Frese (CDU). Seine Stellvertreter sind Nicole Burgstaller (SPD) und Christian Schumacher (CDU).

### Wappen
Der Entwurf des Kommunalwappens von Wehden stammt von dem Heraldiker und Wappenmaler Albert de Badrihaye, der zahlreiche Wappen im Landkreis Cuxhaven erschaffen hat.
| Wappen von Wehden | Blasonierung: „In Rot ein schräglinks gelegter silberner Holzhammer mit den Zahlen „23/23“, begleitet rechts von einem silbernen Eichenblatt mit Eichel, links von einer silbernen Urne.“                                        |
| Wappen von Wehden | Wappenbegründung: Das Eichenblatt weist auf die Deutung des Ortsnamens als Gehölz hin. Der Holzhammer mit den Zahlen „23/23“ erinnert daran, dass der Bauernwald 23 Holzinteressenten gehört, und die Urne an den Urnenfriedhof. |

## Kultur und Sehenswürdigkeiten

### Bauwerke
- Großsteingrab Wehden
- Wohn- und Wirtschaftsgebäude Hauptstraße 42 von 1797, um 1920 umgebaut und erweitert
- Wohnhaus Zum Kartoffelmoor 3 von 1914
- Wohn- und Wirtschaftsgebäude Zum Hasenwinkel 4 von 1904

### Vereine und Verbände
- Der TSV Wehden von 1910  bietet die Sportarten Badminton, Baseball, Bokwa, Boule, Fitness, Fußball, Pilates, Reha-Sport, Tanzen, Tischtennis, Turnen, Volleyball und Zumba an
- Schützenverein Wehden
- Oldtimer-Club Wehden
- Jagdgenossenschaft Wehden
- Förderverein Handdruckspritze Wehden
- Brieftauben-Zuchtverein
- Angelsportverein Wehden-Laven
- Wehden erleben e. V.

## Wirtschaft und Infrastruktur

### Öffentliche Einrichtungen
Neben dem Sportplatz, der Mehrzweckhalle und der Schießsportanlage zählen der Kindergarten und die Freiwillige Feuerwehr zu den öffentlichen Einrichtungen der Ortschaft.

### Verkehr
1949 und von 1964 bis Juni 1997 wurde Wehden mit Busfahrten der Verkehrsgesellschaft Bremerhaven AG angebunden. Es waren die Linien B, A, 11, 11A, 8 und 7.
Die Buslinien 553 und 554 fahren durch Wehden. Die Haltestellen heißen „Wehden, Abzweig Debstedt“ und „Wehden Feuerwehr“. Das Angebot wird durch das stündlich verkehrende Anruf-Sammel-Taxi (AST) ergänzt; dieses verkehrt an allen Tagen der Woche (auch Schulferien).

## Persönlichkeiten
Personen, die mit dem Ort in Verbindung stehen
- Heinrich Hoffmann (1910–1998), Marineoffizier, wurde im Zweiten Weltkrieg mit dem Eichenlaub zum Ritterkreuz des Eisernen Kreuzes ausgezeichnet, zuletzt Kapitän zur See der Bundesmarine, starb in Wehden

## Sagen und Legenden
- Die Zwerge im Löhberg[19]